# Serra d'Arques
La Serra d'Arques és una serra situada als municipis de Biure i Boadella i les Escaules a la comarca de l'Alt Empordà, amb una elevació màxima de 205 metres.